# رسالة ماكدونالد

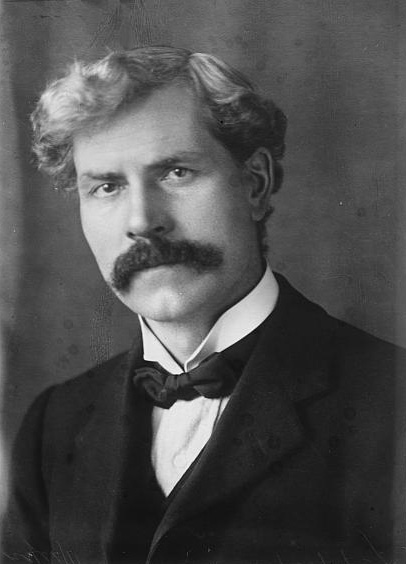

رسالة مكدونالد MacDonald Letter 1931، وتعرف أيضاً باسم الرسالة السوداء، كانت رسالة من رامزي ماكدونالد، زعيم حزب العمال البريطاني، إلى حاييم وايزمان، زعيم صهيوني بارز، رداً على ورقة باسفيلد البيضاء. قللت الورقة البيضاء من أعداد الهجرة اليهودية الرسمية بدرجة كبيرة. شنت المنظمات الصهيونية العالمية حملة شرسة ضد الوثيقة. في بريطانيا دفعت برئيس الوزراء البريطاني رامزي ماكدونالد لاصدار توضيح للورقة البيضاء أمام مجلس العموم. وتعتبر رسالة مكدونالد بمثابة سحب لورقة پاس‌فيلد البيضاء، بالرغم من أن رئيس الوزراء قال في البرلمان يوم 11 فبراير 1931 أنه كان «ليس لديه الرغبة بالمرة في إعطاء الرسالة نفس حالة الوثيقة المهيمنة» أي ورقة پاس‌فيلد البيضاء. أعلنت الرسالة نفسها أنها تهدف إلى توفير العدالة إلى «القطاعات غير اليهودية في المجتمع». من خلال التأكيد على أن سياسة الانتداب البريطاني في فلسطين مستمرة في دعم الهجرة اليهودية، فقد ألغت الرسالة في الواقع بعض الآثار المترتبة على الورقة البيضاء وسهلت زيادة الهجرة خلال نمو معاداة السامية في أوروبا في الثلاثينيات.
هدفت رسالة مكدونالد لاسترضاء الصهاينة بينما تسبب الإزعاج للعرب نوعاً ما. عندما اعتبر الكثير من الصهاينة الرسالة بمثابة سحب للورقة البيضاء، ورقة باسفيلد، أصبح العرب يطلقون عليها 'الورقة السوداء'.